# Potamothrissa acutirostris
Potamothrissa acutirostris és una espècie de peix pertanyent a la família dels clupeids.

## Descripció
- Pot arribar a fer 7 cm de llargària màxima.
- 12-18 radis tous a l'aleta dorsal i 16-27 a l'anal.
- Cos esvelt.[5][6]

## Hàbitat
És un peix d'aigua dolça, pelàgic i de clima tropical (7°N-5°S).

## Distribució geogràfica
Es troba a Àfrica: conca del riu Congo, incloent-hi el riu Lualaba.

## Observacions
És inofensiu per als humans.